# 楊錫霖
杨锡霖（？—？），字雨农，直隸省遵化直隸州人。清朝政治人物、進士出身。

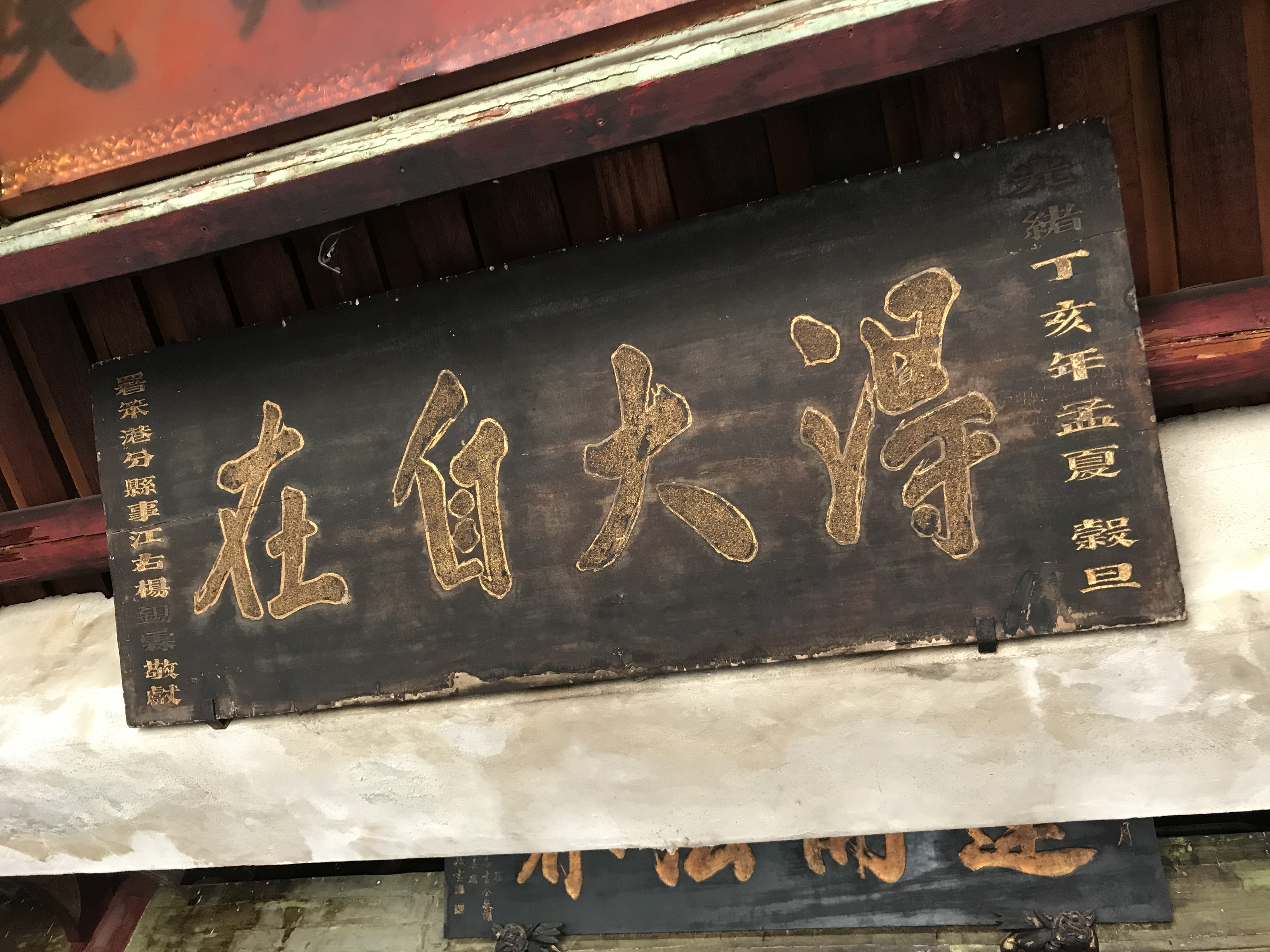
南壇水月庵「得大自在」匾

光緒二十一年（1895年）乙未科第三甲第28名进士，同年五月，改翰林院庶吉士，入翰林。冀东翰墨的历史画卷杨锡霖书法名扬京津。其曾经主持遵化州城义和团运动，后遭廷雍还派兵镇压，并被革职查办。